# Darío Gómez: el rey del despecho
Darío Gómez: el rey del despecho es una serie de televisión web colombiana biográfica musical, producida por Estudios RCN para Prime Video. La serie cuenta la vida artística del cantante de música popular Darío Gómez. 
Está protagonizada por Diego Cadavid y Yuri Vargas, con las participaciones antagónicas de Tatiana Ariza, Juan Pablo Barragán, Alisson Joan y Laura Junco, junto a un extenso reparto coral. Se estrenó en streaming a nivel mundial el 9 de octubre de 2024 y finalizó el 19 de febrero de 2025.
En Colombia, la serie se estrenó en televisión abierta el 27 de enero de 2025 por Canal RCN.y finalizó el 17 de junio de 2025.

## Sinopsis
La vida de Darío está marcada por la tragedia. Con 17 años mata involuntariamente a su padre y, una bruja lo maldice a perder a quienes más ama y morir solo. Con este peso, Darío viaja a Medellín para perseguir su sueño musical enfrentando adversidades. Su dolor se convierte en inspiración, llevándolo a ser el único e incomparable "Rey del Despecho".

## Reparto
- Diego Cadavid como Darío Gómez
  - Julián Zuluaga como Darío Gómez (joven)
- Yuri Vargas como Olga Lucia Arcila Araque
  - María José Vargas como Olga Lucia Arcila (joven)
- Juan Pablo Barragán como Julio Gómez
  - Felipe Franco como Julio Gómez (joven)
- Aída Morales como Berenice Araque de Arcila
- Rodolfo Silva como Horacio Arcila
- Luis Eduardo Arango Rafael Mejía
- Julio Sánchez Cóccaro como Albeiro "Cuerdita”
- Luis Fernando Hoyos como Marco Aurelio Gomez
- Jairo Camargo como Gabriel Jaime
- Tatiana Ariza como Otilia Mesa
- Alisson Joan como Amparo Mesa
- Alejandro Tamayo como Alfredo (locutor de radio)
- Ella Becerra como Abigail Zapata
- Ricardo Vesga como Fidel Gómez
- Mila Martinez como Adelfa
- Jim Muñoz como Mario Arango Pérez 
  - Santiago Rodríguez como Mario Arango Pérez (joven)
- Laura Junco como Blanca Ligia
- Camila Rojas como Piedad Gómez 
  - Maria Fernanda Duque como Piedad Gómez (joven)
- Susana Rojas como Silvia Arcila
  - Michell Orozco como Silvia Arcila (joven)
- Paula Castaño como Rosangela Gómez
- Elizabeth Chavarriaga como Luz Dary Gómez
- Melissa Cáceres como Adriana
- Adrián Jiménez como Hélmer Herrera "Don Pacho"
- Ana María Sánchez Como Libia
- Sebastián Moya como David Gómez
- Valentina Duque como Kelly Johana Gómez
- Alberto Cardeño como Pascual
- Ricardo Mejía como Nicanor Estrada
- Lina Castrillón como Mónica Restrepo
- Jorge Armando Soto como Esteban
- Diana Belmonte como Berta
- Vivian Ossa como Carolina "Carito”
- Camilo Amores como Alexis
- Diego Peláez como "El Rolo"
- José Lombana como Néstor
- Cristina Restrepo como Vanessa Gómez
- Gastón Velandia como Argemiro Monroy

## Producción
Las grabaciones de la serie comenzaron el 20 de junio de 2024, en locaciones como Bogotá, Medellín y Tolima.